# Équipe cycliste VolkerWessels Women's
Cet article concerne l'équipe féminine. Pour l'équipe masculine, voir Équipe cycliste VolkerWessels.
VolkerWessels Women's Pro Cycling Team est une équipe cycliste féminine basée aux Pays-Bas. Elle a fait partie de la même structure que l'équipe masculine Parkhotel Valkenburg. Elle est dirigée par Esra Tromp.
L'équipe sert principalement pour le développement des jeunes talents. C'est ainsi que les futures numéros une mondiale Lorena Wiebes et Demi Vollering ont débuté dans cette équipe.

## Histoire de l'équipe

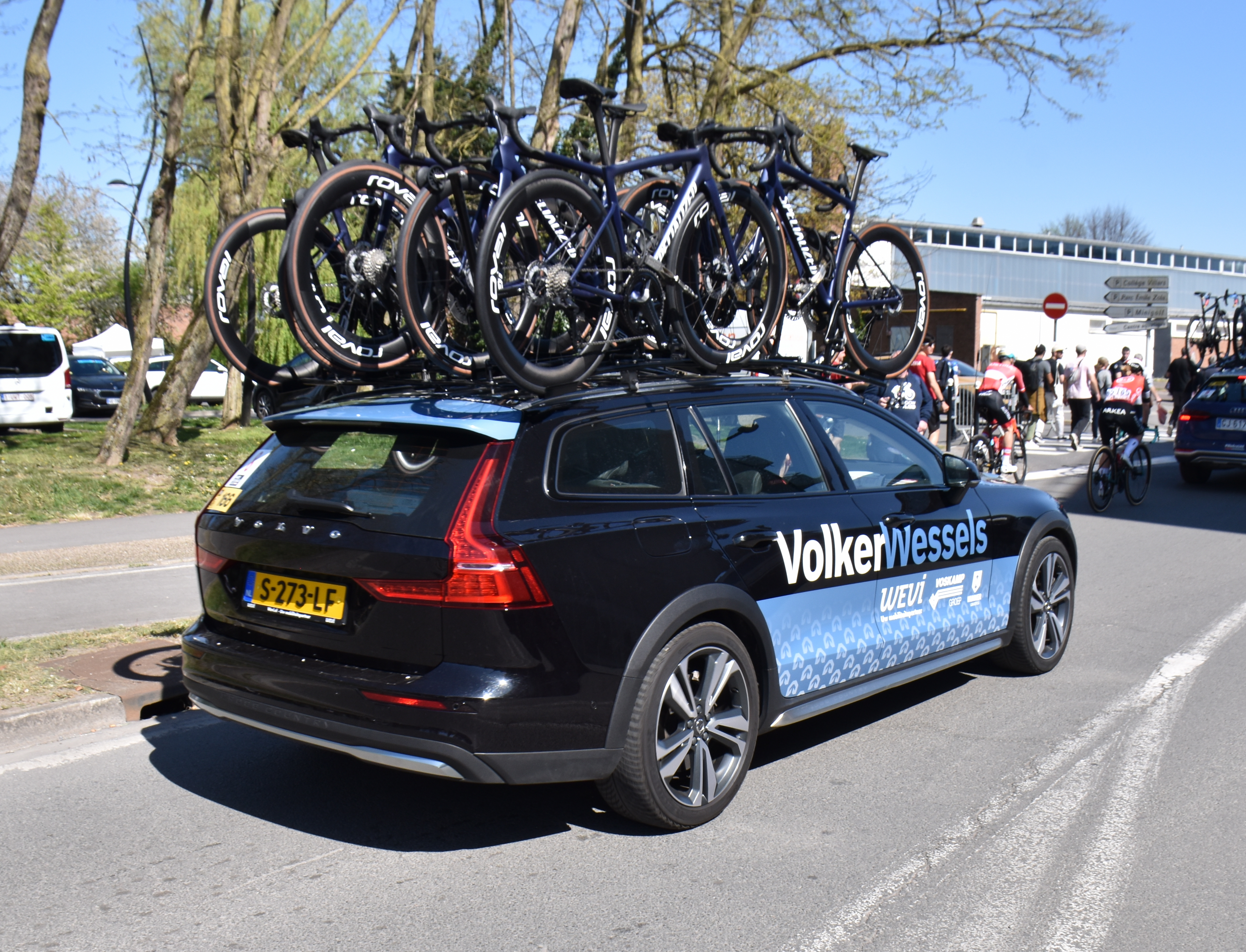
Véhicule VolkerWessels 2025.

Raymond Rol crée en 2009 l'équipe Batavus Ladies, gérée par la fondation Wielermanagement Noord-Holland qu'il préside,. Il dirige l'équipe avec Paul Tabak.
L'équipe connaît une année 2012 difficile. Après le retrait du sponsor principal Batavus, elle reçoit le nom et le soutien de Ruiter Dakkapellen, déjà sponsor éponyme de l'équipe masculine la fondation Wielermanagement Noord-Holland. Cette entreprise est cependant en faillite en mai. Si l'équipe masculine continue de fonctionner avec l'aide d'autres sponsors, l'équipe féminine est dissoute à mi-saison. Les coureuses membres du wielervereniging Noord-Holland, club adossé à la même fondation, courent avec celui-ci durant le reste de la saison.
En 2013, l'équipe trouve de nouveaux sponsors et devient Parkhotel Valkenburg powered by Math Salden. Elle devient une équipe UCI l'année suivante.
En 2017, l'équipe masculine Parkhotel Valkenburg fusionne avec l'équipe Jo Piels. En désaccord avec cette fusion, Paul Tabak crée une nouvelle équipe continentale, Monkey Town. L'équipe féminine est renommée Parkhotel Valkenburg-Destil et évolue au sein de la fondation Cycling Business.
En 2018, une nouvelle fondation, Wielertalent in Ontwikkeling, est créée pour gérer l'équipe féminine Parkhotel Valkenburg. Raymond Rol transmet la direction de celle-ci à Esra Tromp,,,.
L'équipe est renommée VolkerWessels Cycling Team en 2024,. L'équipe cycliste masculine À Bloc CT prend le nom de Parkhotel Valkenburg. Les deux sponsors ABLOC et Parkhotel Valkenburg appartiennent à l'homme d'affaires Jos van de Mortel.
Pour la saison 2025, l'UCI créé une nouvelle catégorie d'équipes de 2e division internationale, entre les équipes World Team et les équipes continentales. L'équipe fait partie des 7 premières équipes de cette nouvelle catégorie UCI Women's ProTeam.

## Classements UCI
Ce tableau présente les places de l'équipe Parkhotel Valkenburg au classement de l'Union cycliste internationale en fin de saison, ainsi que ses meilleures coureuses au classement individuel.
| Classement UCI | Classement UCI         | Classement UCI                              | Classement UCI |
| Année          | Classement par équipes | Meilleure coureuse au classement individuel |                |
| -------------- | ---------------------- | ------------------------------------------- | -------------- |
| 2014           | 24e                    | Kim de Baat (133e)                          |                |
| 2015           | 20e                    | Natalie van Gogh (61e)                      |                |
| 2016           | 20e                    | Jip van den Bos (91e)                       |                |
| 2017           | 20e                    | Eva Buurman (67e)                           |                |
| 2018           | 17e                    | Lorena Wiebes (14e)                         |                |
| 2019           | 7e                     | Lorena Wiebes (1re)                         |                |
| 2020           | 13e                    | Demi Vollering (15e)                        |                |
| 2021           | 15e                    | Rachel Neylan (65e)                         |                |
| 2022           | 16e                    | Mischa Bredewold (56e)                      |                |
| 2023           | 21e                    | Lieke Nooijen (132e)                        |                |
| 2024           | 15e                    | Sofie van Rooijen (25e)                     |                |
|                |                        |                                             |                |
| Source : UCI   |                        |                                             |                |

L'équipe a intégré la Coupe du monde dès sa création en 2014. Le tableau ci-dessous présente les classements de l'équipe sur ce circuit, ainsi que sa meilleure coureuse au classement individuel.
| Coupe du monde | Coupe du monde         | Coupe du monde                              | Coupe du monde |
| Année          | Classement par équipes | Meilleure coureuse au classement individuel |                |
| -------------- | ---------------------- | ------------------------------------------- | -------------- |
| 2014           | 16e                    | Kim de Baat (69e)                           |                |
| 2015           | 17e                    | Janneke Ensing (57e)                        |                |
|                |                        |                                             |                |
| Source : UCI   |                        |                                             |                |

À partir de 2016, l'UCI World Tour féminin remplace la Coupe du monde.
| UCI World Tour | UCI World Tour         | UCI World Tour                              | UCI World Tour |
| Année          | Classement par équipes | Meilleure coureuse au classement individuel |                |
| -------------- | ---------------------- | ------------------------------------------- | -------------- |
| 2016           | 16e                    | Jip van den Bos (48e)                       |                |
| 2017           | 32e                    | Demi de Jong (108e)                         |                |
| 2018           | 21e                    | Lorena Wiebes (61e)                         |                |
| 2019           | 7e                     | Lorena Wiebes (3e)                          |                |
| 2020           | 13e                    | Demi Vollering (8e)                         |                |
| 2021           | 14e                    | Rachel Neylan (65e)                         |                |
| 2022           | 17e                    | Mischa Bredewold (52e)                      |                |
| 2023           | 26e                    | Kirstie van Haaften (176e)                  |                |
| 2024           | -                      | Sofie van Rooijen (72e)                     |                |
|                |                        |                                             |                |
| Source : UCI   |                        |                                             |                |

## Encadrement

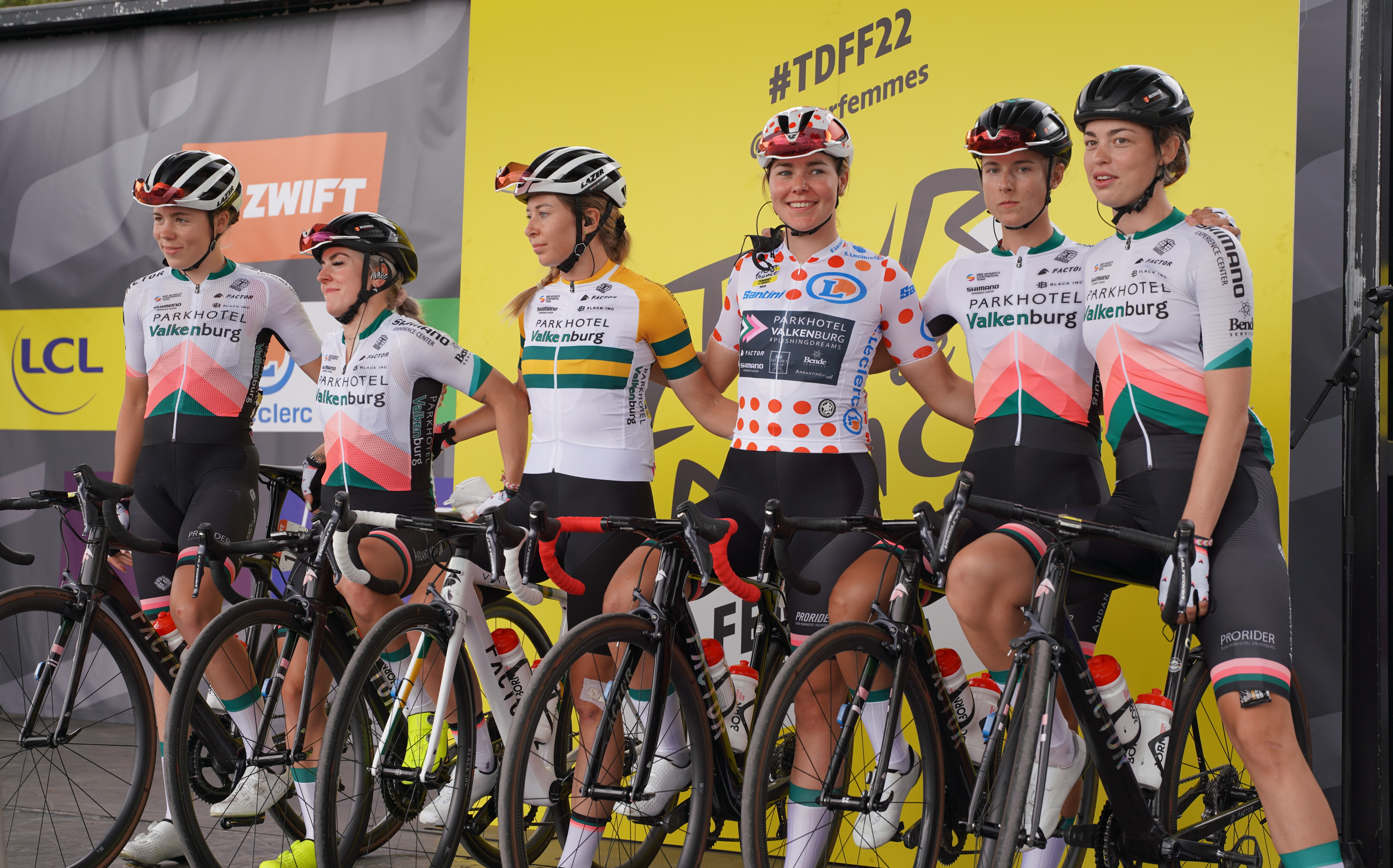
Lors du Tour de France en 2022.

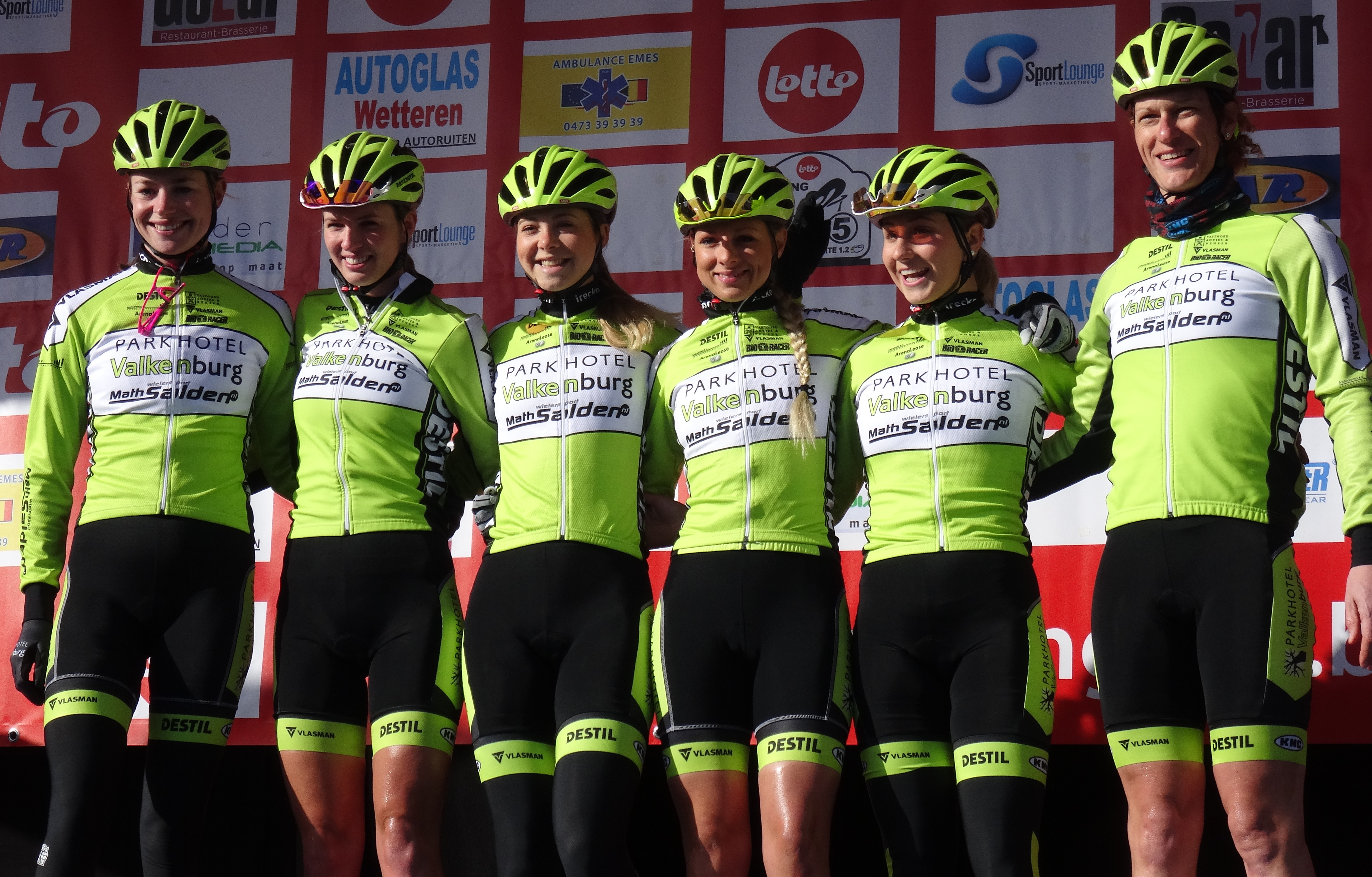
Équipe lors du Samyn des Dames 2015.

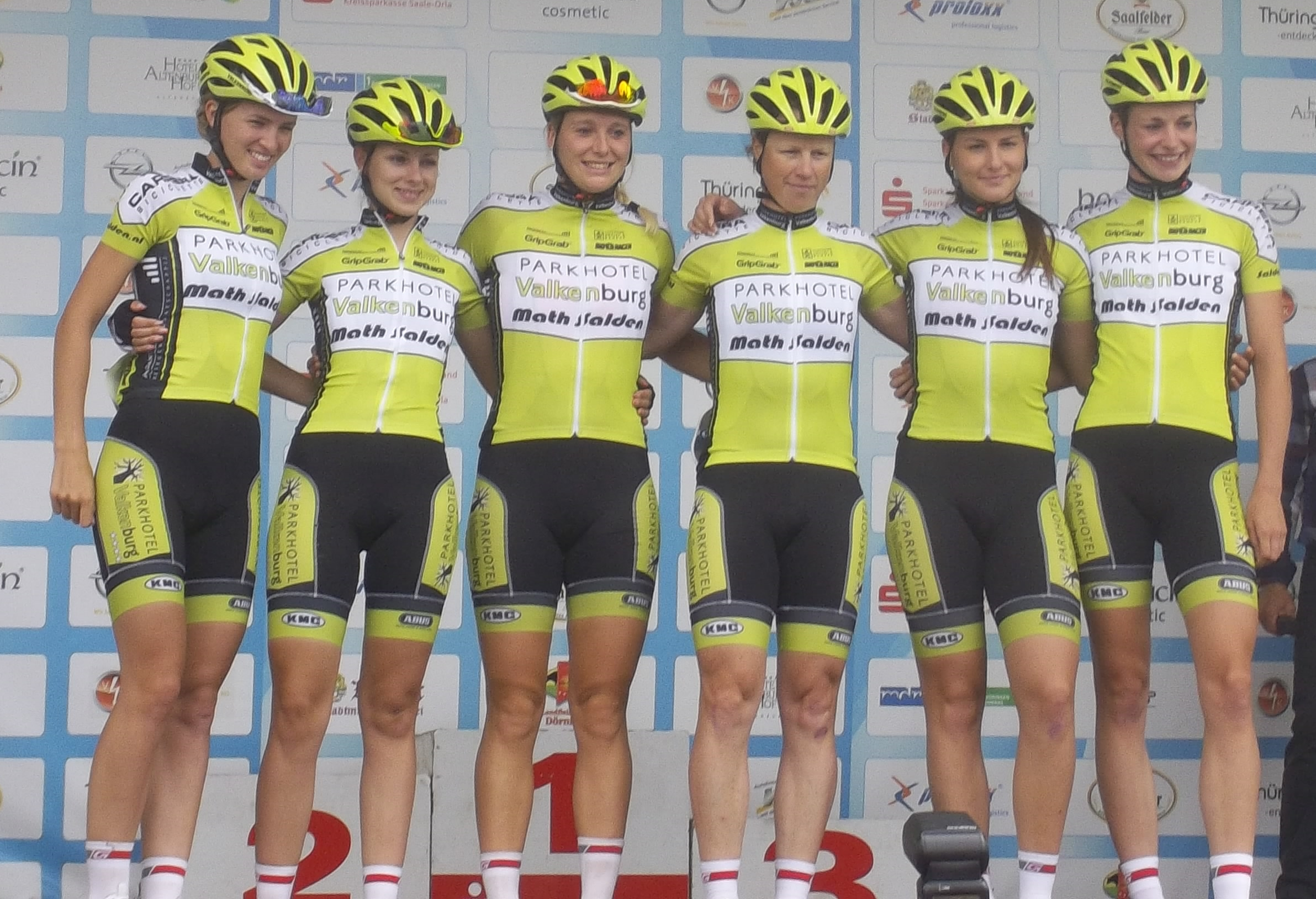
Équipe au Tour de Thuringe 2014.

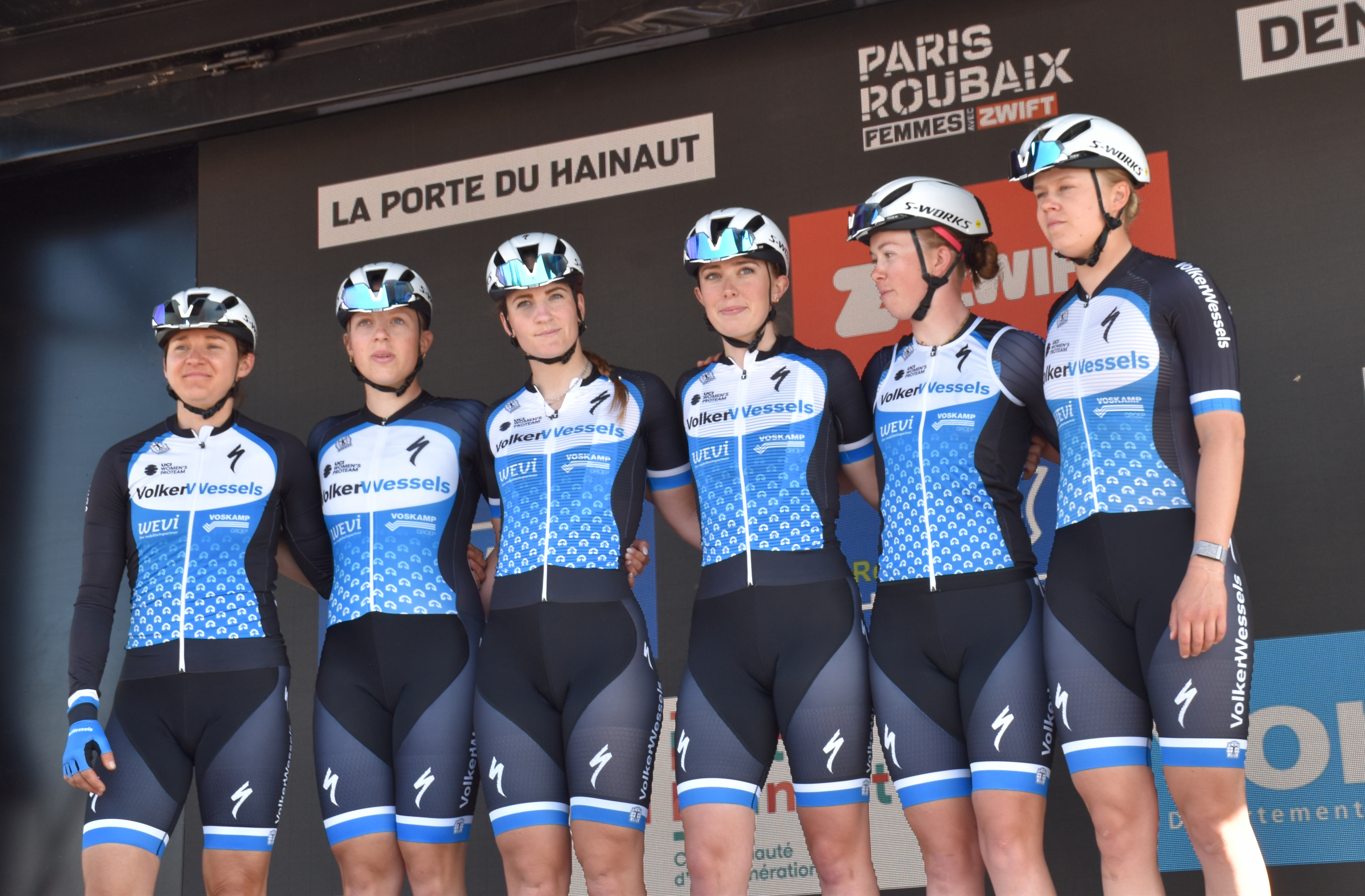
Présentation de l'équipe Paris-Roubaix 2025.

Paul Tabak est gérant de l'équipe depuis 2013 et représentant de celle-ci auprès de l'UCI depuis 2014. Raymond Rol est directeur sportif en 2013, 2015 et 2017 en 2014 il est adjoint. En 2014, Hugo Gootjes, Jody Tesselaar et Jan Schellevis sont directeurs sportifs. En 2015, il n'y a pas moins de huit directeurs sportifs adjoints : Stefan Franzen, Hugo Gootjes, Levinus Huenders, Ivor Koopmans, Jos Mooij, Leander Schreurs, Jody Tesselaar et Rudy Vriend. En 2016, les directeurs sportifs adjoint sont Levinus Huenders et Jo Berghmans. En 2017, Steven Rooks devient le représentant de l'équipe à l'UCI. Les directeurs sportifs adjoints sont Levinus Huenders et Jos Mooij.

## Partenaires
Le partenaire principal de l'équipe est l'hôtel Parkhotel Valkenburg situé donc à Fauquemont. Le partenaire secondaire est le marchand de cycle sur internet Math Salden. Les autres parrains sont en 2015 : Vlasman, Destil, Sleper, Andantino B.V., Arena Lease, BDO, Buro van Amstel, Indoor car wash, China Airlines, China Southern, HV scooters, Ireccoon, Island Tribe, KMC, Kool Stop, Croon Makelaars, Metro prop, Abus, Alewijn Ott, BK reclame, Born, Easy washer, Robic, Wouter Wietgoed, Soekeloen, 720 Armour, New Carbon.
Les vélos sont fournis par Carrera depuis 2013. Bioracers est le fournisseur des maillots. Les home-trainers sont fournis par Tacx, les roues par FFWD, les compteurs par Pioneer.

## Principales victoires
Cyclisme sur route
- Championnats des Pays-Bas : 1
  - Course en ligne : 2019 (Lorena Wiebes)

Cyclisme sur piste
- Championnats d'Allemagne : 1
  - Omnium : 2016 (Anna Knauer)

## Saisons précédentes

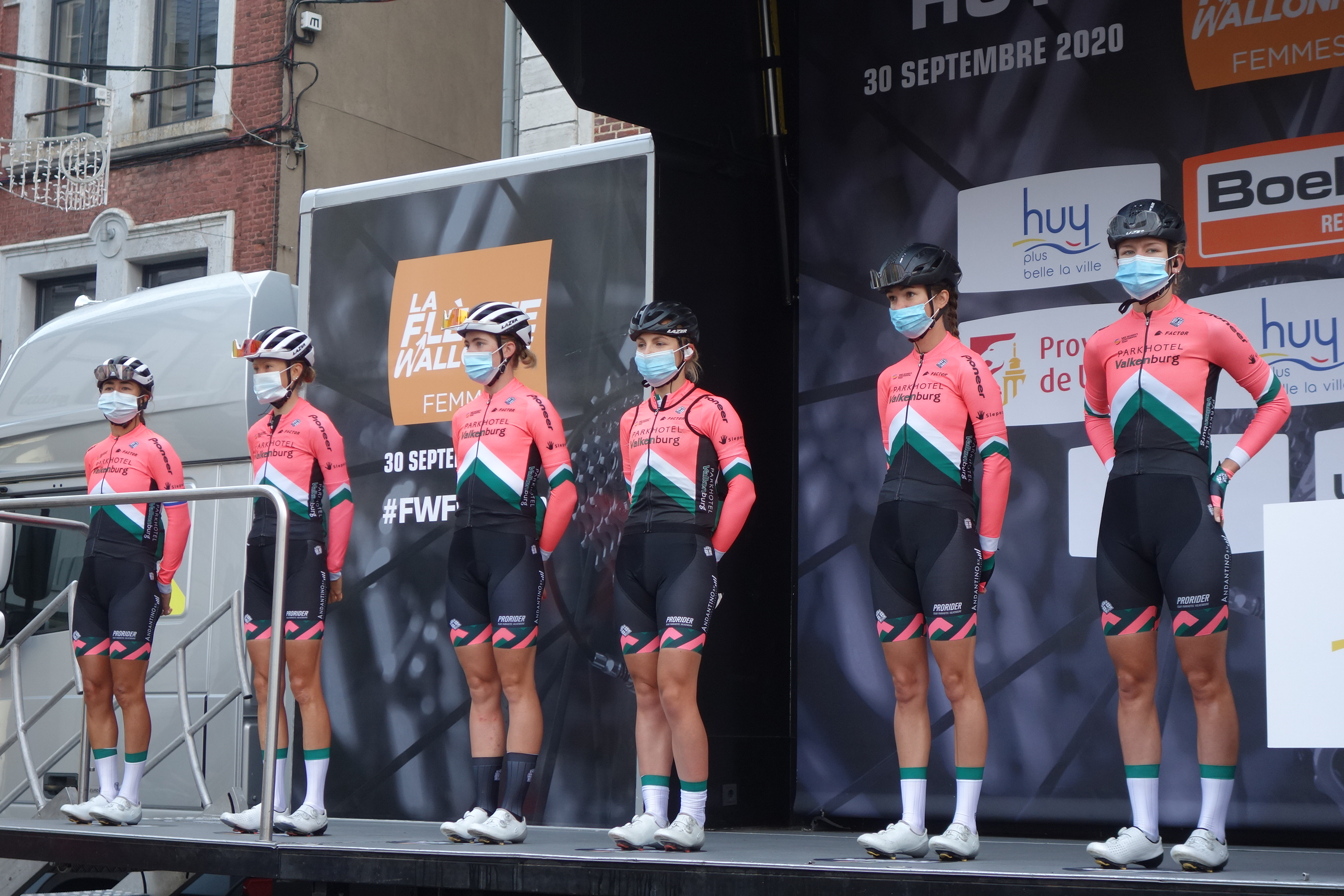
Équipe au départ de la Flèche wallonne

## Saison actuelle

### Effectif
| Effectif 2025            | Effectif 2025     | Effectif 2025 | Effectif 2025                           |
| Cycliste                 | Date de naissance | Pays          | Équipe précédente                       |
| ------------------------ | ----------------- | ------------- | --------------------------------------- |
| Femke Beuling            | 20 décembre 1999  | Pays-Bas      | EF Education-TIBCO-SVB (2023)           |
| Maaike Boogaard          | 24 août 1998      | Pays-Bas      | AG Insurance-Soudal Team (2024)         |
| Valerie Demey            | 17 janvier 1994   | Belgique      | Liv Racing TeqFind (2023)               |
| Anneke Dijkstra          | 21 mai 1997       | Pays-Bas      | GT Krush Rebellease (2023)              |
| Eline Jansen             | 8 mars 2002       | Pays-Bas      | Merida Adelaar Ladies (2023)            |
| Anne Knijnenburg         | 11 mars 2002      | Pays-Bas      | WV Schijndel (2023)                     |
| Marieke Meert            | 7 octobre 1999    | Belgique      | Wielerclub de sprinters Malderen (2022) |
| Laura Molenaar           | 26 février 2002   | Pays-Bas      | WV Schijndel (2022)                     |
| Meis Poland              | 21 décembre 2004  | Pays-Bas      |                                         |
| Maud Rijnbeek            | 3 décembre 2002   | Pays-Bas      | AG Insurance-Soudal Team (2024)         |
| Quinty Schoens           | 12 février 1999   | Pays-Bas      | Watersley R&D Cycling Team (2021)       |
| Scarlett Souren          | 4 décembre 2003   | Pays-Bas      | WV Schijndel (2022)                     |
| Lonneke Uneken           | 2 mars 2000       | Pays-Bas      | SD Worx-Protime (2024)                  |
| Lisa Van Helvoirt        | 25 juillet 2002   | Pays-Bas      | WV Schijndel (2022)                     |
| Anne Van Rooijen         | 4 juin 2000       | Pays-Bas      | WV Schijndel (2021)                     |
| Margot Vanpachtenbeke    | 2 février 1999    | Belgique      |                                         |
| Bodine Vollering         | 7 juillet 2003    | Pays-Bas      | WV Schijndel (2024)                     |
| Tirza Wisse              | 12 février 2004   | Pays-Bas      |                                         |
| Sabrina Stultiens        | 8 juillet 1993    | Pays-Bas      | Liv Racing TeqFind (2023)               |
|                          |                   |               |                                         |
| Source : ProCyclingStats |                   |               |                                         |

### Victoires
| Victoires | Victoires | Victoires | Victoires | Victoires | Victoires |
| Date      | Course    | Pays      | Classe    | Vainqueur |           |
| --------- | --------- | --------- | --------- | --------- | --------- |